# Miturgopelma brevirostra
Espèce
Miturgopelma brevirostra est une espèce d'araignées aranéomorphes de la famille des Miturgidae.

## Distribution
Cette espèce est endémique du Goldfields-Esperance en Australie-Occidentale,. Elle se rencontre vers Laverton.

## Description
Le mâle holotype mesure 7,58 mm.

## Systématique et taxinomie
Cette espèce a été décrite par Raven en 2023.

## Publication originale
- Raven, Hebron & Williams, 2023 : « Revisions of Australian ground-hunting spiders VI: five new stripe-less miturgid genera and 48 new species (Miturgidae: Miturginae). » Zootaxa, no 5358(1), p. 1-117.